# Слуњски Моравци
Слуњски Моравци су насељено мјесто у саставу града Карловца, на Кордуну, у Карловачкој жупанији, Република Хрватска.

## Географија
Слуњски Моравци се налазе око 15 км југоисточно од Карловца.

## Историја
Слуњски Моравци су се од распада Југославије до августа 1995. године налазили у Републици Српској Крајини.

## Становништво
Према попису становништва из 2011. године, насеље Слуњски Моравци је имало 85 становника.
| Националност       | 1991. | 1981. | 1971. | 1961. |
| Срби               | 55    | 66    | 92    | 131   |
| Хрвати             | 91    | 112   | 123   | 127   |
| Југословени        | 10    | 23    |       |       |
| остали и непознато | 10    | 1     | 5     | 1     |
| Укупно             | 166   | 202   | 220   | 259   |

| Демографија | Демографија | Демографија |
| Година      | Становника  | Становника  |
| ----------- | ----------- | ----------- |
| 1961.       | 259         |             |
| 1971.       | 220         |             |
| 1981.       | 202         |             |
| 1991.       | 166         |             |
| 2001.       | 93          |             |
| 2011.       |             | 85          |